# 가미시로 단층
가미시로 단층 (神城断層) 은 일본 나가노현에 있는 단층이다. 이토이가와-시즈오카 구조선 단층대의 일부이다. 2014년 규모 6.7의 나가노현 가미시로 단층 지진을 일으켰다.

## 나가노현 가미시로 단층 지진
지각변동 데이터 등을 분석한 결과에서는 단층 파괴 길이는 약 20km로 하쿠바촌에서 오타리촌에 걸쳐져 있는 31km 길이의 가미시로 단층 북쪽이 단층 활동을 한 것으로 추정된다. 또한 9km에 걸쳐 지표면에서 지진 단층의 활동 흔적을 볼 수 있다. 1996년 지진조사연구회가 공표한 평가에선 가미시로 단층의 길이는 약 26km라고 발표했으나 추후 조사를 통해 북쪽에 단층이 더 존재하는 것처럼 보이는 지형이 발견되었으며 중력 이상도 관측해 가미시로 단층의 북쪽을 더 연장할 것인지 논의할 단계에 있었다. 지진 후 관찰한 지각변동과 여진 분포 분석을 통해 가미시로 단층 동쪽에 나란히 있는 오타리-나카야마 단층도 동시에 단층 활동을 일으켰을 가능성도 제기되고 있다.
지진조사연구추진본부는 지진 발생 다음날인 11월 23일 임시회를 열고 지진활동평가를 발표하였다. 여기서 "2014년 나가노현 북부 지진은 가미시로 단층의 활동으로 일어났을 가능성이 매우 높다"며 향후 추가조사를 통해 검토할 필요가 있다고 발표하였다. 이 당시에는 가미시로 단층의 26km 중 짧은 15km 지역만 움직여서 일어났던 것이라고 추정하고 있었다. 2주 후인 12월 9일에는 지진조사위원회가 제차 지진활동평가를 발표한 후 가미시로 단층 일부와 북쪽 연장지역이 활동한 것이라고 발표하였다.
11월 23일 신슈 대학의 히로이치 다이스케 교수와 연구진들이 실시한 현장조사에서는 하쿠바촌의 오이데 지구 등 약 20곳에서 지표면에 단층 단차와 습곡이 생겨난 것을 확인하였다. 또한 소지마 지구에 생긴 지표단층은 히메카와 제2댐을 건설한 후 만들어진 인공호로 물 속에 있던 지역이라 알져진 단층추적선상에 없던 지역이었다. 또한 도호쿠 대학 재해국제연구소의 조사에서는 진원단층이 더욱 길게 뻗어 있어 지표상에 드러난 지진 단층은 미나미카미시로역 동쪽에서부터 시나노모리우에역 동쪽까지 대략 9km 정도 더 걸쳐져 있는 것을 확인하였다. 또한 가미시로 미카이치바 지구 남쪽에서는 눈에 띄는 단층 변위가 없었다고 발표했다.

## 같이 보기
- 나가노현 가미시로 단층 지진